# Mike Weaver
Pour les articles homonymes, voir Weaver et Mike Weaver (boxeur).
Mike Weaver (né le 2 mai 1978 à Bramalea, ville de l'Ontario au Canada) est un joueur professionnel de hockey sur glace qui évoluait à la position de défenseur

## Carrière en club
Il commence sa carrière en 1996 en rejoignant le championnat universitaire avec les Michigan State Spartans de l'université de l'État du Michigan. En quatre saisons au sein de l'équipe, il se forge une place et totalise plus de 200 minutes de pénalité. Lors de sa quatrième et dernière saison avec les Spartans, il est assistant capitaine de l'équipe et permet à son équipe d'enregistrer une moyenne de buts encaissés de 1,52 but par match, le plus bas total de l'histoire de l'équipe.
En 2000-2001, il rejoint les Solar Bears d'Orlando de la Ligue internationale de hockey avec qui il remporte la Coupe Turner de la LIH. Lors de la saison suivante, il signe un contrat avec les Thrashers d'Atlanta de la Ligue nationale de hockey en tant qu'agent libre. Il ne joue quasiment pas de la saison dans la LNH mais à la place, il rejoint les Wolves de Chicago de la Ligue américaine de hockey et remporte avec eux la Coupe Calder 2002. Il passe au total trois saisons avec les Thrashers et surtout les Wolves avant de rejoindre en juin 2004, les Kings de Los Angeles en tant qu'agent libre. Il joue deux saisons avec les Kings puis début août 2007, il rejoint l'effectif 2007-2008 des Penguins de Pittsburgh mais finalement quelques jours avant le début de la saison, il est réclamé par les Canucks de Vancouver alors que les Penguins l'avaient mis en ballotage. Le 10 juillet 2008, il signe un contrat de un an avec les Blues de Saint-Louis.
Le 3 août 2010, il signe en tant qu'agent libre avec les Panthers de la Floride.
Le 4 mars 2014, il est échangé aux Canadiens de Montréal en retour d'un choix de cinquième ronde au repêchage de 2015.

### Trophées et honneurs personnels
- Central Collegiate Hockey Association
  - Meilleur défenseur en 1999 et 2000
  - Première équipe type de la division en 1999 et 2000
- NCAA
  - Seconde équipe type de l'Ouest en 1999 et 2000
- Ligue internationale de hockey
  - Coupe Turner 2001 avec les Solar Bears d'Orlando
- Ligue américaine de hockey
  - Coupe Calder 2002 avec les Wolves de Chicago

## Statistiques
Pour les significations des abréviations, voir Statistiques du hockey sur glace.
| Saison     | Équipe                     | Ligue      |     | Saison régulière | Saison régulière | Saison régulière | Saison régulière | Saison régulière |   | Séries éliminatoires | Séries éliminatoires | Séries éliminatoires | Séries éliminatoires | Séries éliminatoires |
| Saison     | Équipe                     | Ligue      | PJ  | B                | A                | Pts              | Pun              | PJ               | B | A                    | Pts                  | Pun                  |                      |                      |
| 1996-1997  | Spartans de Michigan State | NCAA       | 39  | 0                | 7                | 7                | 46               | -                | - | -                    | -                    | -                    |                      |                      |
| 1997-1998  | Spartans de Michigan State | NCAA       | 44  | 4                | 22               | 26               | 68               | -                | - | -                    | -                    | -                    |                      |                      |
| 1998-1999  | Spartans de Michigan State | NCAA       | 42  | 1                | 6                | 7                | 54               | -                | - | -                    | -                    | -                    |                      |                      |
| 1999-2000  | Spartans de Michigan State | NCAA       | 38  | 0                | 8                | 8                | 34               | -                | - | -                    | -                    | -                    |                      |                      |
| 2000-2001  | Solar Bears d'Orlando      | LIH        | 68  | 0                | 8                | 8                | 34               | 16               | 0 | 2                    | 2                    | 8                    |                      |                      |
| 2001-2002  | Wolves de Chicago          | LAH        | 58  | 2                | 8                | 10               | 67               | 25               | 1 | 3                    | 4                    | 21                   |                      |                      |
| 2001-2002  | Thrashers d'Atlanta        | LNH        | 16  | 0                | 1                | 1                | 10               | -                | - | -                    | -                    | -                    |                      |                      |
| 2002-2003  | Wolves de Chicago          | LAH        | 33  | 2                | 2                | 4                | 32               | 9                | 0 | 3                    | 3                    | 4                    |                      |                      |
| 2002-2003  | Thrashers d'Atlanta        | LNH        | 40  | 0                | 5                | 5                | 20               | -                | - | -                    | -                    | -                    |                      |                      |
| 2003-2004  | Wolves de Chicago          | LAH        | 78  | 3                | 14               | 17               | 89               | 9                | 2 | 2                    | 4                    | 20                   |                      |                      |
| 2003-2004  | Thrashers d'Atlanta        | LNH        | 1   | 0                | 0                | 0                | 0                | -                | - | -                    | -                    | -                    |                      |                      |
| 2004-2005  | Monarchs de Manchester     | LAH        | 79  | 1                | 22               | 23               | 61               | 6                | 0 | 1                    | 1                    | 0                    |                      |                      |
| 2005-2006  | Kings de Los Angeles       | LNH        | 53  | 0                | 9                | 9                | 14               | -                | - | -                    | -                    | -                    |                      |                      |
| 2006-2007  | Kings de Los Angeles       | LNH        | 39  | 3                | 6                | 9                | 16               | -                | - | -                    | -                    | -                    |                      |                      |
| 2006-2007  | Monarchs de Manchester     | LAH        | 7   | 1                | 3                | 4                | 2                | -                | - | -                    | -                    | -                    |                      |                      |
| 2007-2008  | Canucks de Vancouver       | LNH        | 55  | 0                | 1                | 1                | 33               | -                | - | -                    | -                    | -                    |                      |                      |
| 2008-2009  | Blues de Saint-Louis       | LNH        | 58  | 0                | 7                | 7                | 12               | 4                | 0 | 0                    | 0                    | 0                    |                      |                      |
| 2009-2010  | Blues de Saint-Louis       | LNH        | 77  | 1                | 9                | 10               | 29               | -                | - | -                    | -                    | -                    |                      |                      |
| 2010-2011  | Panthers de la Floride     | LNH        | 82  | 2                | 11               | 13               | 34               | -                | - | -                    | -                    | -                    |                      |                      |
| 2011-2012  | Panthers de la Floride     | LNH        | 82  | 0                | 16               | 16               | 14               | 7                | 1 | 0                    | 1                    | 0                    |                      |                      |
| 2012-2013  | Panthers de la Floride     | LNH        | 27  | 1                | 8                | 9                | 8                | -                | - | -                    | -                    | -                    |                      |                      |
| 2013-2014  | Panthers de la Floride     | LNH        | 55  | 0                | 6                | 6                | 23               | -                | - | -                    | -                    | -                    |                      |                      |
| 2013-2014  | Canadiens de Montréal      | LNH        | 17  | 1                | 6                | 7                | 8                | 17               | 1 | 3                    | 4                    | 14                   |                      |                      |
| 2014-2015  | Canadiens de Montréal      | LNH        | 31  | 0                | 4                | 4                | 6                | -                | - | -                    | -                    | -                    |                      |                      |
| Totaux LNH | Totaux LNH                 | Totaux LNH | 633 | 8                | 89               | 97               | 227              | 28               | 2 | 3                    | 5                    | 14                   |                      |                      |